# Harouna Sy
Harouna Sy (Rouen, 30 marzo 1996) è un calciatore francese, difensore del C' Chartres.

## Caratteristiche tecniche
Gioca come terzino sinistro.

## Carriera
Di origini mauritane, dopo gli inizi nelle giovanili del Rouen nel 2015 pass al Poissy dove gioca due stagioni in Championnat de France amateur collezionando 51 presenze.
Il 19 luglio 2017 sale di una categoria firmando con il Red Star; termina la stagione con la vittoria del campionato e conseguente promozione in Ligue 2. Il 10 agosto 2018 fa il suo esordio nella serie cadetta francese giocando il match perso 1-0 contro il Le Havre.
Dopo la retrocessione del club, terminato ultimo in classifica, il 23 agosto 2019 si trasferisce in Belgio al Roeselare, militante in seconda divisione. Qui vi rimane una sola stagione, dove scende in campo 13 volte.
Nel 2020 fa ritorno in patria al Dunkerque, in Ligue 2; titolare inamovibile sulla corsia mancina, gioca 34 incontri con il club che ottiene la salvezza all'ultima giornata. Dopo aver disputato il match inaugurale della stagione seguente, il 29 luglio 2021 passa a titolo definitivo all'Amiens.

## Statistiche

### Presenze e reti nei club
Statistiche aggiornate al 21 dicembre 2021.
| Stagione         | Squadra          | Campionato       | Campionato | Campionato | Coppe nazionali | Coppe nazionali | Coppe nazionali | Coppe continentali | Coppe continentali | Coppe continentali | Altre coppe | Altre coppe | Altre coppe | Totale | Totale |
| Stagione         | Squadra          | Comp             | Pres       | Reti       | Comp            | Pres            | Reti            | Comp               | Pres               | Reti               | Comp        | Pres        | Reti        | Pres   | Reti   |
| ---------------- | ---------------- | ---------------- | ---------- | ---------- | --------------- | --------------- | --------------- | ------------------ | ------------------ | ------------------ | ----------- | ----------- | ----------- | ------ | ------ |
| 2015-2016        | Poissy           | CFA              | 23         | 0          | CF              | 0               | 0               |                    | -                  | -                  |             | -           | -           | 23     | 0      |
| 2016-2017        | Poissy           | CFA              | 28         | 0          | CF              | 0               | 0               |                    | -                  | -                  |             | -           | -           | 28     | 0      |
| Totale Poissy    | Totale Poissy    | Totale Poissy    | 51         | 0          |                 | 0               | 0               |                    | -                  | -                  |             | -           | -           | 51     | 0      |
| 2017-2018        | Red Star         | N                | 21         | 0          | CF+CdL          | 0+2             | 0               |                    | -                  | -                  |             | -           | -           | 23     | 0      |
| 2018-2019        | Red Star         | L2               | 28         | 0          | CF+CdL          | 3+1             | 0               |                    | -                  | -                  |             | -           | -           | 32     | 0      |
| Totale Red Star  | Totale Red Star  | Totale Red Star  | 49         | 0          |                 | 6               | 0               |                    | -                  | -                  |             | -           | -           | 55     | 0      |
| 2019-2020        | Roeselare        | D2               | 13         | 0          | CB              | 0               | 0               |                    | -                  | -                  |             | -           | -           | 13     | 0      |
| 2020-2021        | Dunkerque        | L2               | 34         | 0          | CF              | 1               | 0               |                    | -                  | -                  |             | -           | -           | 35     | 0      |
| lug. 2021        | Dunkerque        | L2               | 1          | 0          | CF              | 0               | 0               |                    | -                  | -                  |             | -           | -           | 1      | 0      |
| Totale Dunkerque | Totale Dunkerque | Totale Dunkerque | 35         | 0          |                 | 1               | 0               |                    | -                  | -                  |             | -           | -           | 36     | 0      |
| 2021-2022        | Amiens           | L2               | 14         | 0          | CF              | 2               | 0               |                    | -                  | -                  |             | -           | -           | 16     | 0      |
| Totale carriera  | Totale carriera  | Totale carriera  | 162        | 0          |                 | 9               | 0               |                    | -                  | -                  |             | -           | -           | 171    | 0      |

## Palmarès

### Club

#### Competizioni nazionali
- Championnat National: 1

Red Star: 2017-2018